# Kułygi
Kułygi – wieś w Polsce położona w województwie podlaskim, w powiecie siemiatyckim, w gminie Siemiatycze.
W latach 1975–1998 miejscowość administracyjnie należała do województwa białostockiego.
Dawniej wieś w składzie Krasewice Stare. Nazwa pochodzi od Rusina Wołczka zwanego Kuliha-Kułyga z Krasewicz, któremu starosta drohicki w 1474 roku skonfiskował ten majątek.
Prawosławni mieszkańcy wsi należą do parafii Świętych Kosmy i Damiana w Narojkach, a wierni kościoła rzymskokatolickiego do parafii Najświętszej Maryi Panny Różańcowej w Kłopotach Stanisławach.